# 达娃顿珠
达娃顿珠（1962年—）藏族，西藏林芝人，企业家。

## 生平
1978年到1979年，达娃顿珠在家务农。1979年到1983年，达娃顿珠在林芝地区八一镇担任民办教师。1983年，他辞去公职，从1983年到1987年一直自营汽车运输。1987年到1990年，在中国内地的公司担任业务员。
1990年到1997年，在西藏办个体工商业。1997年到1998年，任西藏达氏集团工贸有限公司董事长兼总经理。1998年起，担任西藏达氏实业有限公司董事长兼总经理。他是西藏自治区政协常委、西藏自治区工商联副主席、西藏达氏集团公司董事局局长。他还是第十二届全国政协委员。
西藏达氏集团以“公司＋农户＋基地＋科研”的模式，推进西藏农牧业特色产业化进程。2001年，该集团调整了发展方向，转而以开发绿色保健、有机食品为主。